# Peterskirchen
Peterskirchen là một đô thị thuộc huyện Ried im Innkreis thuộc bang Oberösterreich, Áo. Đô thị Peterskirchen có diện tích 10 km², dân số thời điểm năm 2006 là 698 người.